# 터스크 (2014년 영화)
《터스크》(영어: Tusk)는 2014년에 개봉한 미국의 독립 신체 공포 영화이다. 케빈 스미스가 연출, 각본, 편집을 맡았으며, 마이클 파크스, 저스틴 롱, 제너시스 로드리게스, 헤일리 조엘 오즈먼트, 릴리로즈 뎁, 조니 뎁 등이 출연하였다.
2016년 파생작 《요가 호저스》가 개봉하였다.

## 줄거리
미국인 팟캐스터 월리스는 특이한 사연을 찾아 캐나다 매니토바주로 넘어갔다가 바다코끼리에 집착하는 남자 하워드에게 걸려 세코바르비탈에 당해 정신을 잃고 다리가 절단된다. 하워드는 잘라낸 월리스의 정강뼈로 제작한 엄니(tusk)를 월리스에게 부착하고 인간 피부로 만든 바다코끼리 코스튬을 월리스 몸에 꿰매 붙여 월리스를 바다코끼리 형상으로 개조한다. 월리스는 하워드가 바다코끼리처럼 사고하고 소리를 내도록 유도하며 바다코끼리로 살게 만든다.

## 출연
- 마이클 파크스 - 하워드 하우 역
- 저스틴 롱 - 월리스 브라이턴 역
- 제너시스 로드리게스 - 앨리 리언 역
- 헤일리 조엘 오즈먼트 - 테디 크래프트 역
- 기 라푸앵트[1] - 기 라푸앵트 역
- 랠프 가먼 - 형사 역
- 할리 퀸 스미스, 릴리로즈 뎁 - 편의점의 10대 점원들 역
- 제니퍼 슈월바크 스미스 - 종업원 역

## 기타 제작진
- 총괄 제작: 네이트 벌로틴, 제니퍼 슈월바크, 닉 스파이서
- 미술: 존 D. 크레치머, 마이클 바턴
- 의상: 마이아 리버먼
- 특수 분장: 로버트 커츠먼, 앨런 터스크스